# Takis Fyssas
Takis Fyssas (grč. Τάκης Φύσσας) (Atena, Grčka, 12. lipnja 1973.) je bivši grčki nogometaš. Danas je tehnički direktor Grčkog nogometnog saveza.

## Klupska karijera

### Panionios
Fyssas je karijeru započeo u juniorskom pogonu Panioniosa za koji je zaigrao i kao senior u sezoni 1990./91. U klubu je proveo osam godina te je s njime osvojio grčki kup 1998. godine

### Panathinaikos
Igrač je za atenskog velikana potpisao 1998. U klubu je igrao kao standardni igrač što mu je omogućilo da ubrzo dobije poziv u nacionalnu reprezentaciju. Također, Fyssas je s klubom nastupao u Ligi prvaka u sezoni 2000./01.

### Benfica
U prosincu 2003. Fyssas odlazi u lisabonsku Benficu u kojoj je igrao sezonu i pol. S klubom je u sezoni 2003./04. osvojio portugalski kup a u sezoni 2004./05. nacionalno prvenstvo. U finalu portugalskog kupa igrač je postigao pogodak kojim je Benfica pobijedila Porto. To razdoblje smatra se najuspješnijim Fyssasovim dijelom karijere jer je Grčka te godine osvojila naslov europskog prvaka.
25. siječnja 2004. igrač je bio na klupi tokom poznate utakmice protiv Vitórije Guimarães u kojoj je od srčanog udara preminuo mađarski igrač Miklós Feher.

### Hearts
Takis Fyssas je u ljeto 2005. napustio Benficu te napravio iznenađujući potez potpisavši za škotski Hearts unatoč interesu klubova iz Engleske i Njemačke. S klubom je 2006. osvojio škotski kup što mu je bio četvrti klupski trofej u karijeri. Svoj jedini pogodak za kub postigao je u prvenstvenoj utakmici protiv Motherwella 9. prosinca 2006. U klubu je postao popularan i ostat će zapamćen po svojem slavlju nakon što se klub uspio kvalificirati u Ligu prvaka. Krajem sezone 2006./07. igrač je napustio Hearts te se vratio u Panathiaikos.

### Panathinaikos
Povratkom u PAO, Fyssas je odigrao svega nekoliko utakmica te se tiho povukao iz aktivnog igranja nogometa.

## Reprezentativna karijera
Takis Fyssas je debitirao za grčku reprezentaciju 1999. godine protiv Finske. Za reprezentaciju je igrao u 60 susreta te je za nju postigao 4 pogotka. Bio je jedan od ključnih igrača koji su osvojili naslov europskog prvaka u Portugalu 2004. Na tom turniru je odigrao svih 6 utakmica s time da je u 5 utakmica bio u početnom sastavu. Igrač je tada pokazao mješavinu beskompromisne obrane i napadački polet na lijevom krilu što je Grčku dovelo do trijumfa.

### Pogoci za reprezentaciju
| #  | Datum              | Mjesto         | Protivnik | Pogodak | Rezultat | Natjecanje            |
| -- | ------------------ | -------------- | --------- | ------- | -------- | --------------------- |
| 1. | 13. veljače 2002.  | Solun, Grčka   | Švedska   | 1 – 1   | 2 – 2    | Prijateljska utakmica |
| 2. | 15. svibnja 2002.  | Rodos, Grčka   | Cipar     | 1 – 1   | 3 – 1    | Prijateljska utakmica |
| 3. | 15. svibnja 2002.  | Rodos, Grčka   | Cipar     | 2 – 1   | 3 – 1    | Prijateljska utakmica |
| 4. | 29. siječnja 2003. | Larnaca, Cipar | Cipar     | 1 – 1   | 2 – 1    | Prijateljska utakmica |

## Karijera nakon umirovljenja
Nakon što se oprostio od aktivnog igranja nogometa, Fyssas je postao članom stručnog stožera grčke reprezentacije koju je vodio Otto Rehhagel a članom je ostao i nakon što je novi izbornik postao Fernando Santos.

## Osvojeni trofeji

### Klupski trofeji
| Klub      | Natjecanje            | Godina |
| Grčka     | Grčka                 | Grčka  |
| --------- | --------------------- | ------ |
| Panionios | Grčki kup             | 1998.  |
| Portugal  |                       |        |
| Benfica   | Portugalsko prvenstvo | 2005.  |
| Benfica   | Portugalski kup       | 2004.  |
| Portugal  |                       |        |
| Hearts    | Škotski kup           | 2006.  |

### Reprezentativni trofej
| Portugal   | Portugal |
| Natjecanje | Trofej   |
| ---------- | -------- |
| EURO 04'   | Zlato    |

### Individualni trofej
| Nagrada                             | Godina |
| ----------------------------------- | ------ |
| Najbolja momčad Europskog prvenstva | 2004.  |

## Vanjske poveznice
- (engl.) Fyssasova statistika  Arhivirana inačica izvorne stranice od 30. rujna 2007. (Wayback Machine)
- (engl.) Profil igrača  Arhivirana inačica izvorne stranice od 5. prosinca 2013. (Wayback Machine)